# Adam Galant
Adam Galant (* 21. Februar 1952 in Węgliniec) ist ein ehemaliger polnischer Hürdenläufer, der sich auf die 110-Meter-Distanz spezialisiert hatte.

## Sportliche Laufbahn
1973 wurde er über 60 m Hürden polnischer Hallenmeister und gewann in dieser Disziplin Silber bei den Leichtathletik-Halleneuropameisterschaften in Rotterdam.

## Persönliche Bestzeiten
- 60 m Hürden (Halle): 7,76 s, 11. März 1973, Rotterdam
- 110 m Hürden: 13,66 s, 17. August 1972, Warschau